# Eudesmus caudalis
Eudesmus caudalis là một loài bọ cánh cứng trong họ Cerambycidae.